# Reggiane Re.2005
Reggiane Re.2005 Sagittario (wł.: łucznik) – włoski samolot myśliwski z okresu II wojny światowej, ostatni model produkowany seryjnie z serii zapoczątkowanej samolotem Reggiane Re.2000. Pomimo zewnętrznego podobieństwa do poprzednich modeli, był całkowicie nową konstrukcją.

## Historia
Prace projektowe rozpoczęły się w 1941 roku. Plany maszyny były gotowe w grudniu 1941 roku, a płatowiec bez silnika już w lutym 1942 roku. Całkowicie odmienną konstrukcją od wcześniejszych w samolotach Reggiane było podwozie. O ile poprzednie podwozie główne chowało się do tyłu poprzez obrót o 90 stopnie, to teraz z uwagi na rozmieszczenie uzbrojenia w skrzydłach było to niemożliwe i przyjęto koncepcję taką jak w Messerschmitt Bf 109 lub Supermarine Spitfire, czyli chowało się w kierunku końcówek skrzydła. Samolot miał też wciągane kółko ogonowe. Napęd stanowił produkowany na licencji pod oznaczeniem FIAT RA.1050 RC.58 Tifone niemiecki silnik DB-605A (używany w samolocie Messerschmitt Bf 109G). Silnik zamontowano dopiero w kwietniu 1942 roku, z uwagi na to, że zaginął w transporcie i został odnaleziony dopiero w Mediolanie i prototyp (MM494) oblatano 10 maja 1942 r. Podczas testów osiągnął on prędkość maksymalną 678 km/h a w nurkowaniu 980 km/h. Natychmiast po oblataniu samolot skierowano do produkcji. Pomimo doskonałych osiągów i właściwości w 1942 roku zamówiono tylko 3 kolejne prototypy i 16 maszyn przedseryjnych. W związku z powyższym w firmie Reggiane rozważano możliwość sprzedaży na eksport. Wstępnie rozważano sprzedaż licencji i zamówiono 50 egzemplarzy do Szwecji, ale ostatecznie do zawarcia kontraktu nie doszło z uwagi na niemożność spełnienia żądań co do terminów dostaw. W lutym 1943 roku, pod naciskiem Niemiec, zamówiono 16 maszyn serii 0 oraz 750 maszyn seryjnych. 
W kwietniu 1943 na drugim prototypie (MM495) zamontowano oryginalny niemiecki silnik DB.605 ze śmigłem VDM od Bf 109G. Maszyna ta osiągnęła w testach prędkość 720 km/h na 7300 m. Po zakończeniu prób był on wykorzystywany przez Luftwaffe do obrony pól naftowych w Rumunii.
Pierwsze seryjne maszyny Re.2005 seria 0 dostarczono w maju 1943 roku. W momencie kapitulacji Włoch 8 września 1943 roku, ukończono budowę 34 maszyn seryjnych serii 0. Po kapitulacji produkcję na żądanie Niemiec kontynuowano, ale nie wiadomo ile jeszcze egzemplarzy wyprodukowano.

## Prace rozwojowe
- W ramach prac nad rozwojem rozpoczęto prace nad dwukadłubową wersją maszyny Re.2005 Bifusoliera podobną do North American P-82 Twin Mustang. Prace nad tą wersją przerwano.
- Inną opracowywaną wersją była Re.2005R. W celu poprawy osiągów w tyle kadłuba miał zostać zainstalowany oryginalny silnik odrzutowy konstrukcji inż. P.S. Campiniego złożony z klasycznego silnika spalinowego Fiat A-20 o mocy 370 KM napędzający dwie turbosprężarki, które sprężały powietrze, które dopiero potem było mieszane z paliwem i spalane. Wylot spalin znajdował się w ogonie. Oczekiwano, że prędkość wzrośnie do 730 km/h[5].
- Istniały też niezrealizowane plany zastosowania w płatowcu Re.2005 niemieckiego silnika odrzutowego Jumo 004B (identycznego z napędem Me 262).

## Użycie
Samoloty Re.2005 były wykorzystywane do obrony Sycylii, a następnie Neapolu i Rzymu. Nieliczne egzemplarze znalazły się w lotnictwie Włoskiej Republiki Socjalnej, operując z lotniska Bresso koło Mediolanu. Kilka samolotów Re.2005 o numerach MM096100-04 i MM096106-1 walczyło jeszcze w specjalnej eskadrze obrony Berlina w listopadzie 1944 roku. Jeden egzemplarz został przewieziony w 1945 do USA, gdzie został poddany testom i uznany za jeden z najlepszych samolotów myśliwskich na świecie.

## Opis konstrukcji
Reggiane Re.2005 był jednomiejscowym, jednosilnikowym dolnopłatem konstrukcji całkowicie metalowej z chowanym klasycznym podwoziem z kółkiem ogonowym. Napędzany był 12-cylindrowym silnikiem rzędowym Fiat RA. 1050 RC. 50 Tifone. Uzbrojenie składało się z dwóch karabinów maszynowych Breda-SAFAT kal. 12,7 mm umieszczonych w kadłubie nad silnikiem, jednego działka Mauser MG 151 kal. 20 mm strzelającego przez wał śmigła i dwóch takich działek w skrzydłach. Możliwe było również podwieszenie bomby 630 kg na zaczepie pod kadłubem lub dwóch bomb po 160 kg pod skrzydłami.